# فرودگاه صحرایی فیرفیلد (کارولینای شمالی)
فرودگاه صحرایی فیرفیلد (کارولینای شمالی) (به انگلیسی: Fairfield County Airport (South Carolina)) یک فرودگاه همگانی بهره‌برداری هوایی است که یک باند فرود آسفالت دارد و طول باند آن ۱۵۲۵ متر است. این فرودگاه در کشور ایالات متحده آمریکا قرار دارد و در ارتفاع ۱۷۶ متری از سطح دریا واقع شده است.